# NGC 523

NGC 523

NGC 523 هي مجرة تتبع كوكبة المرأة المسلسلة. اكتشفها ويليام هيرشل في 13 سبتمبر 1784.

## روابط خارجية
- NGC 523 على موقع ويكي سكاي: DSS2, SDSS, GALEX, IRAS, Hydrogen α, X-Ray, Astrophoto, Sky Map, Articles and images